# Toxicodendron acuminatum
Toxicodendron acuminatum är en sumakväxtart som först beskrevs av Dc., och fick sitt nu gällande namn av C. Y. Wu. T. L. Ming. Toxicodendron acuminatum ingår i släktet Toxicodendron och familjen sumakväxter. Inga underarter finns listade i Catalogue of Life.